# بانک ریزال
بانک ریزال (انگلیسی: Rizal Bank) شرکت خدمات مالی و بانکداری فیلیپینی است، که در سال ۱۹۶۰ توسط سزار ویراتا تأسیس شد.